# Ortochile
Ortochile is een vliegengeslacht uit de familie van de slankpootvliegen (Dolichopodidae).

## Soorten
- O. barbicoxa Strobl, 1909
- O. nigrocoerulea Latreille, 1809
- O. soccata Loew, 1850